# Petnica (Valjevo)
Petnica (Valjevo) (em cirílico: Петница) é uma vila da Sérvia localizada no município de Valjevo, pertencente ao distrito de Kolubara. A sua população era de 685 habitantes segundo o censo de 2011.

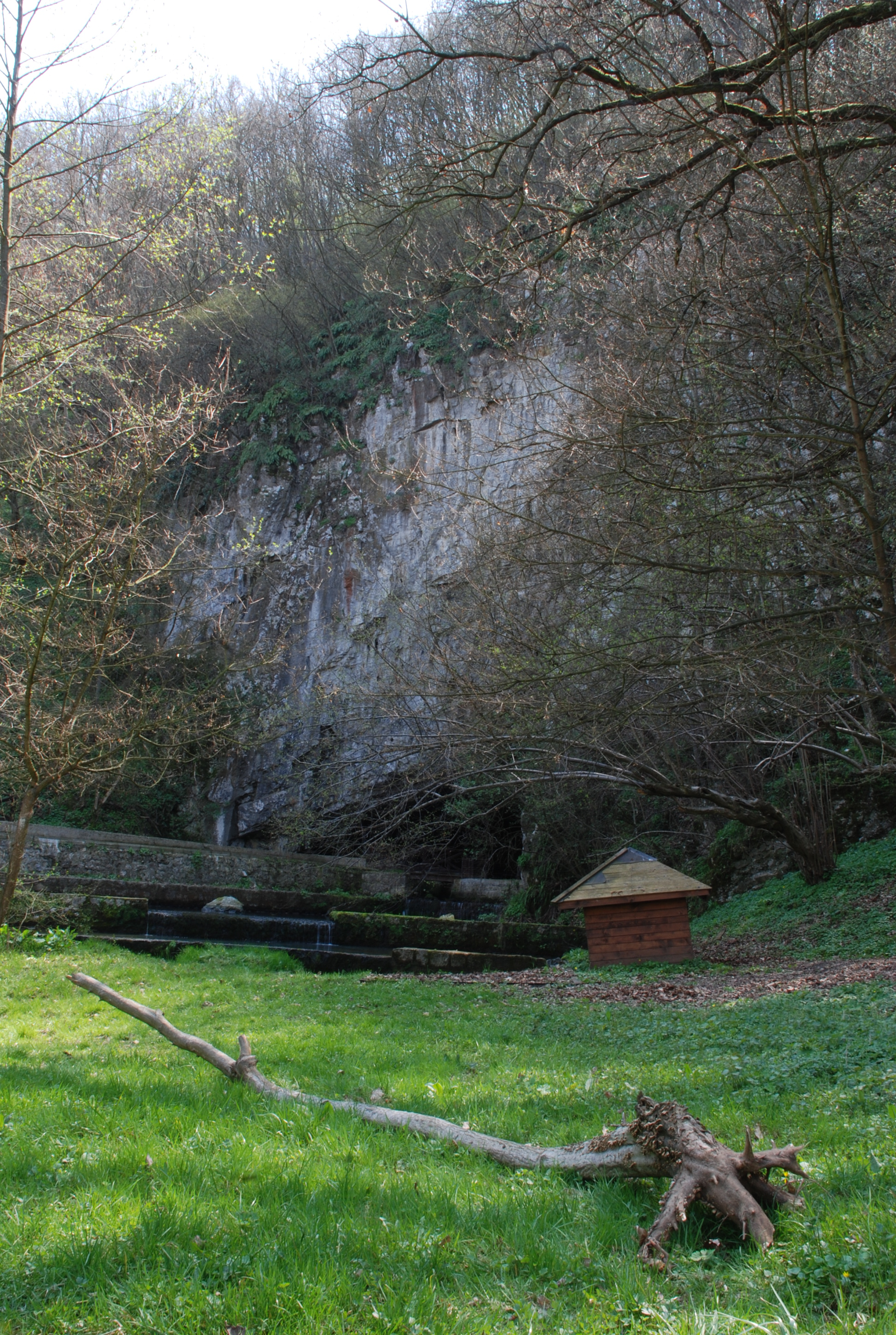
Petnica caverna
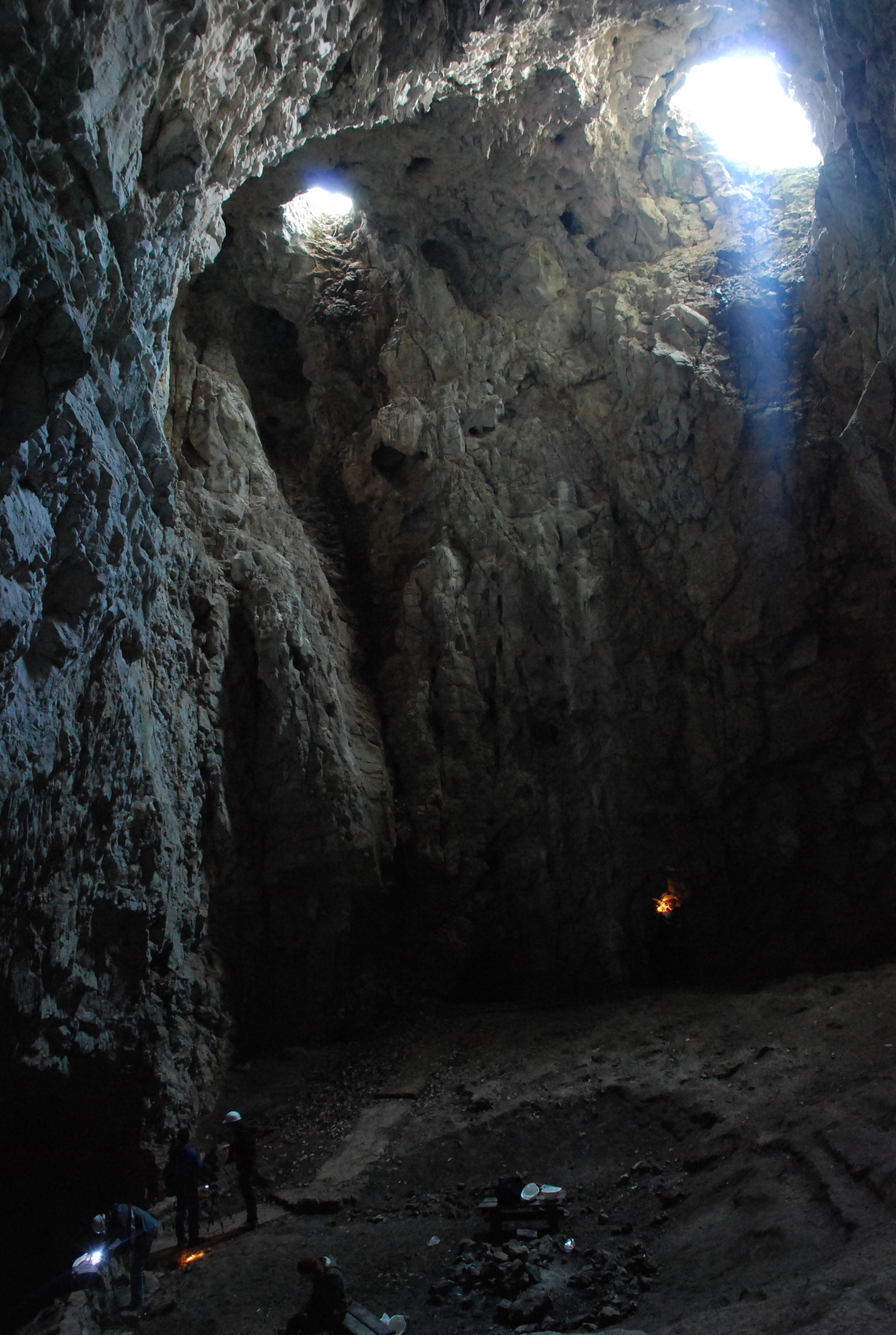
Petnica caverna
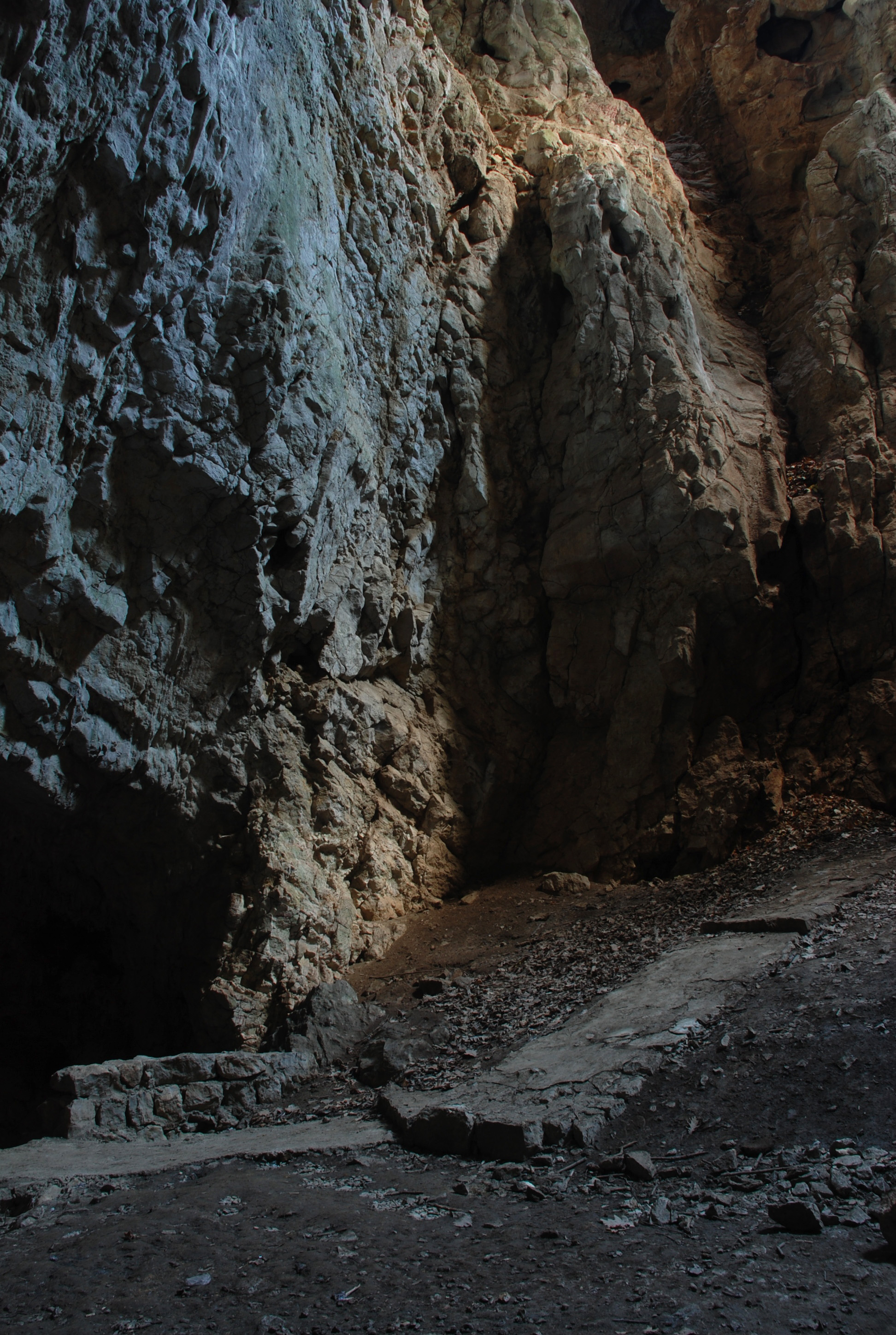
Petnica caverna
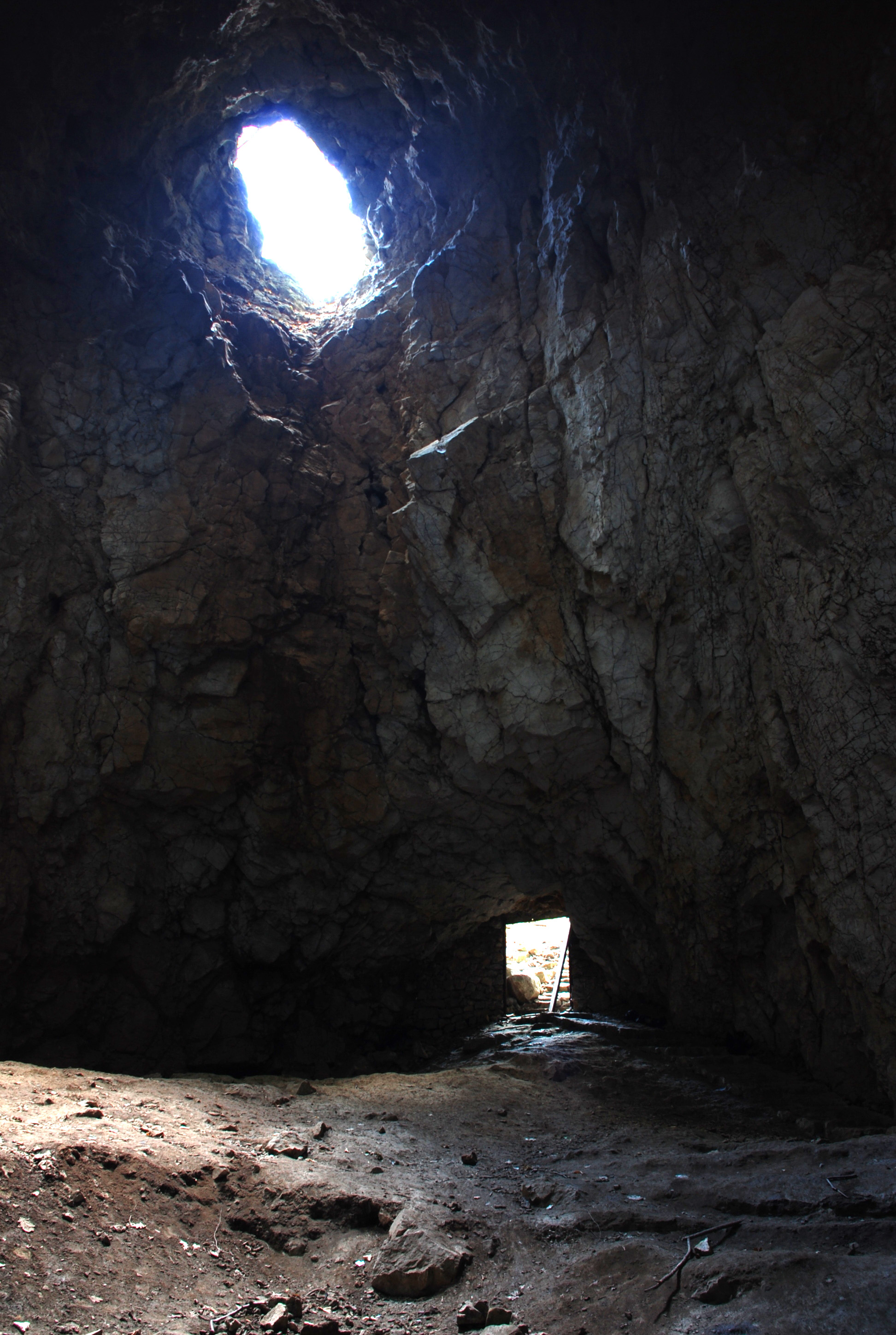
Petnica caverna
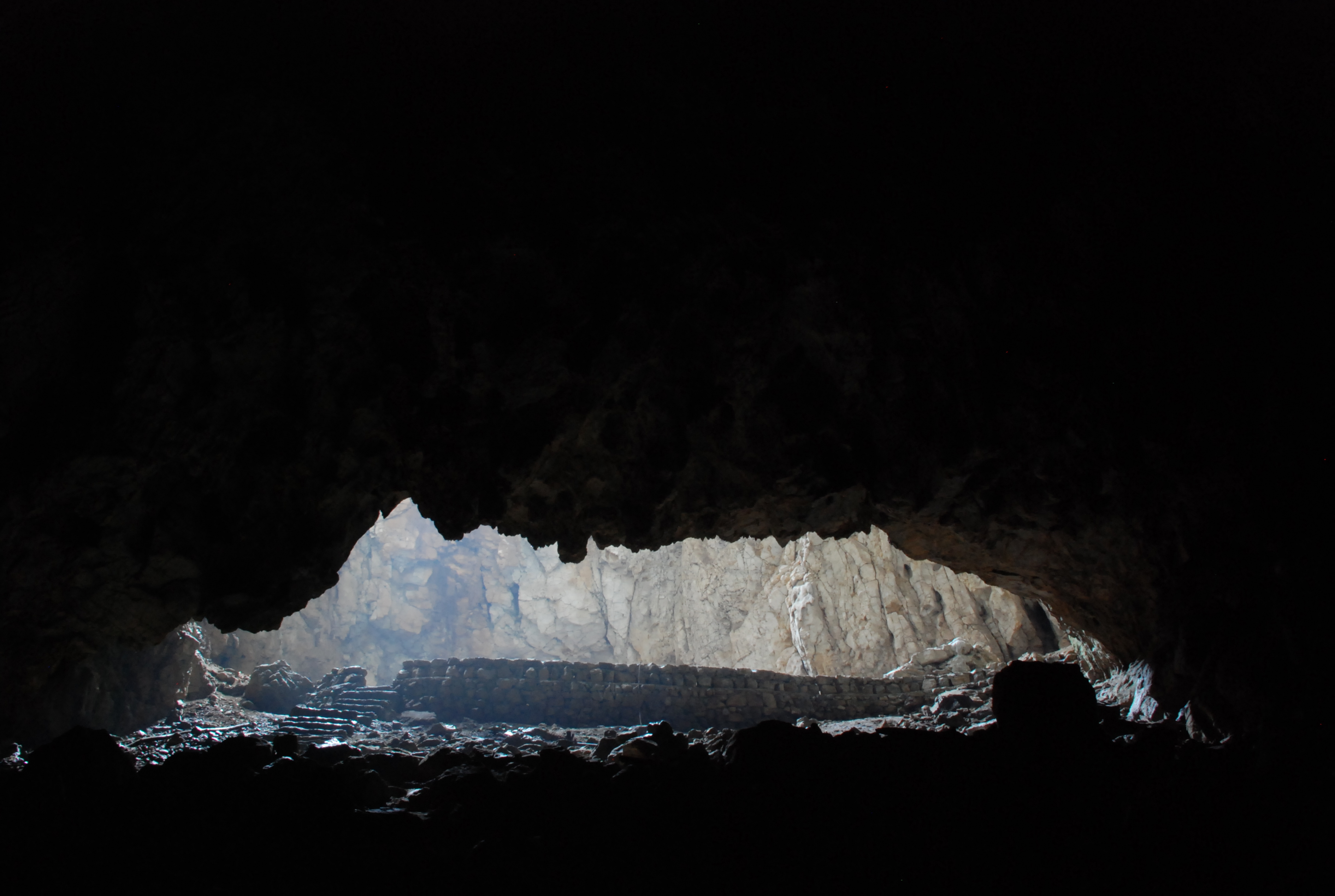
Petnica caverna
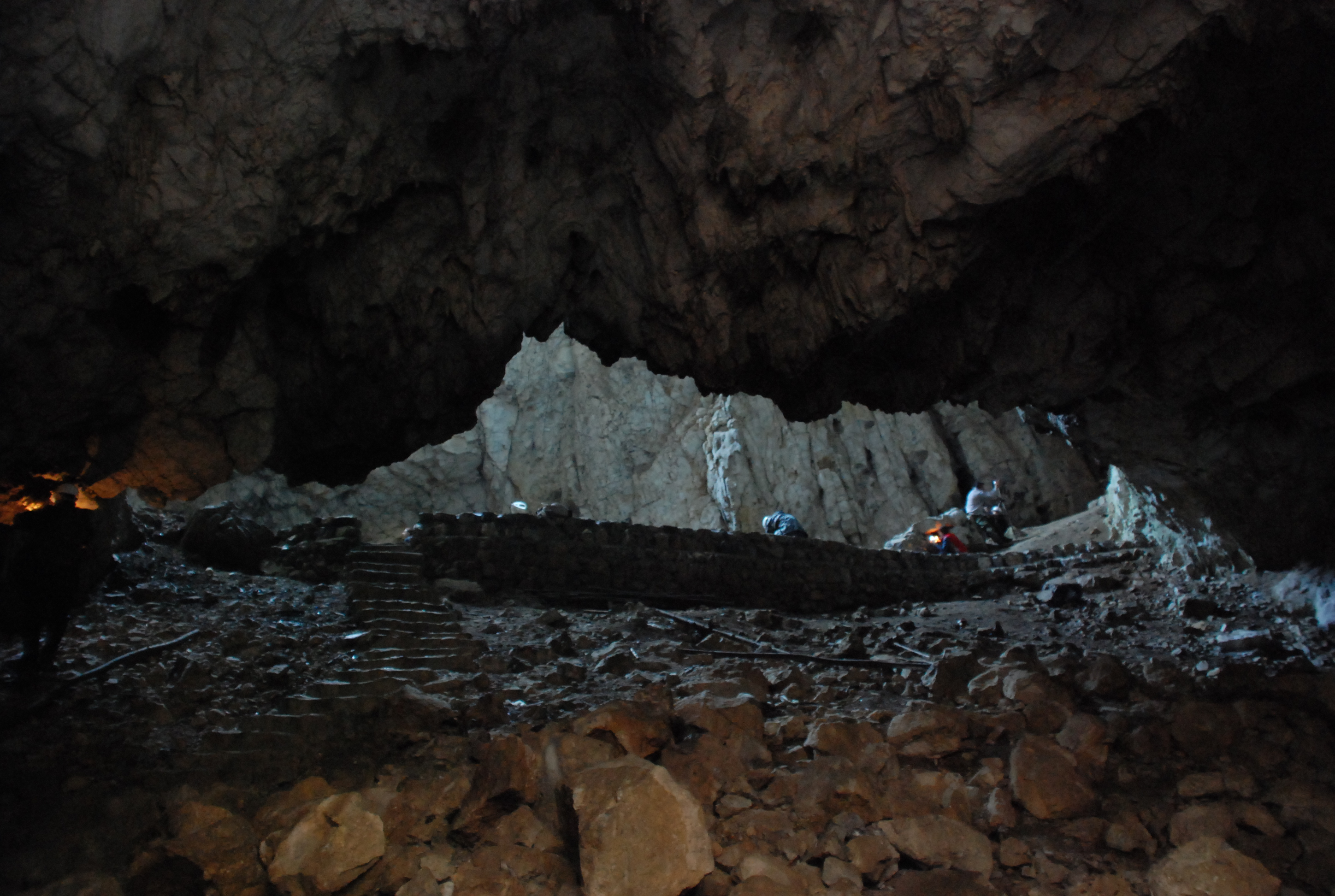
Petnica caverna
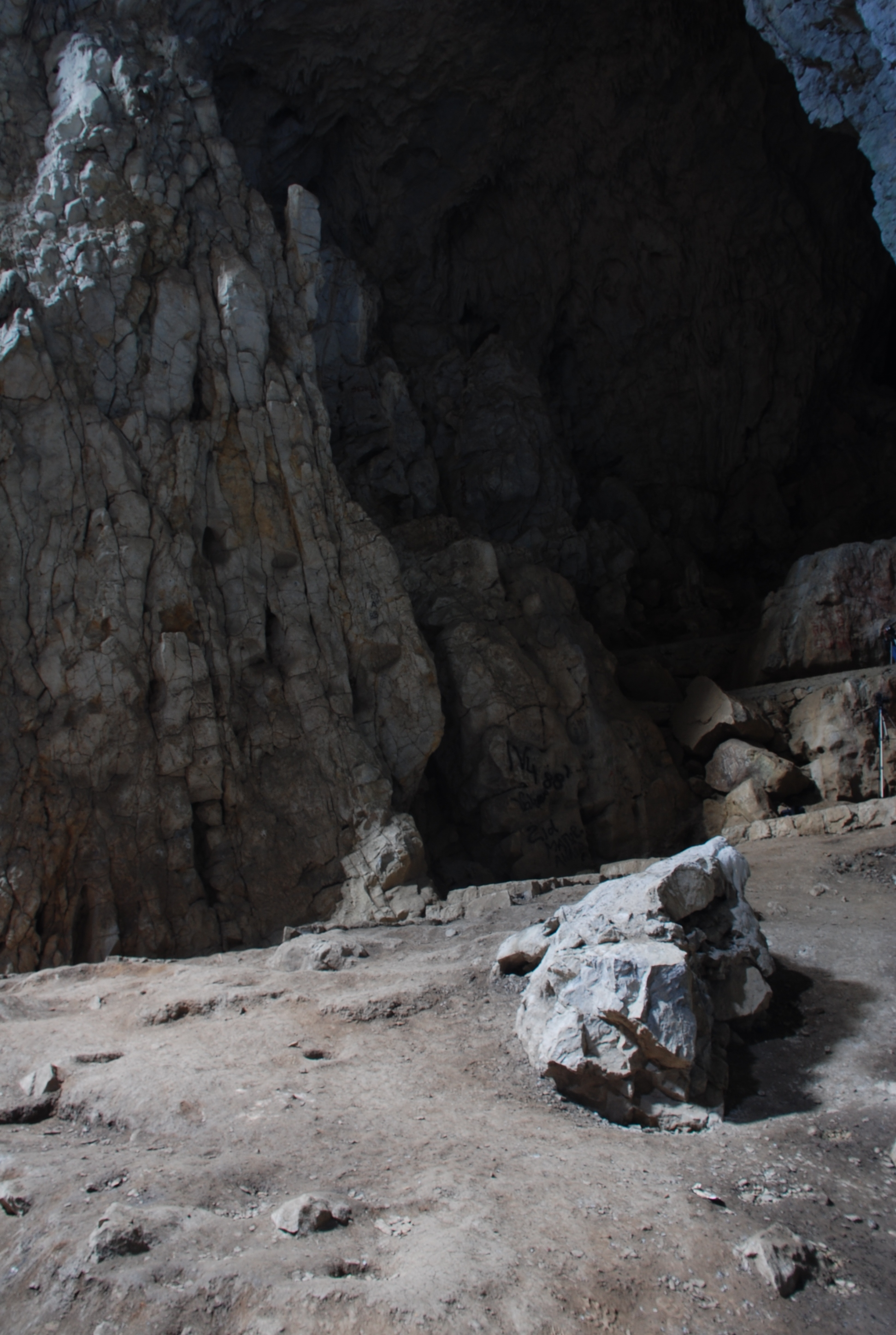
Petnica caverna
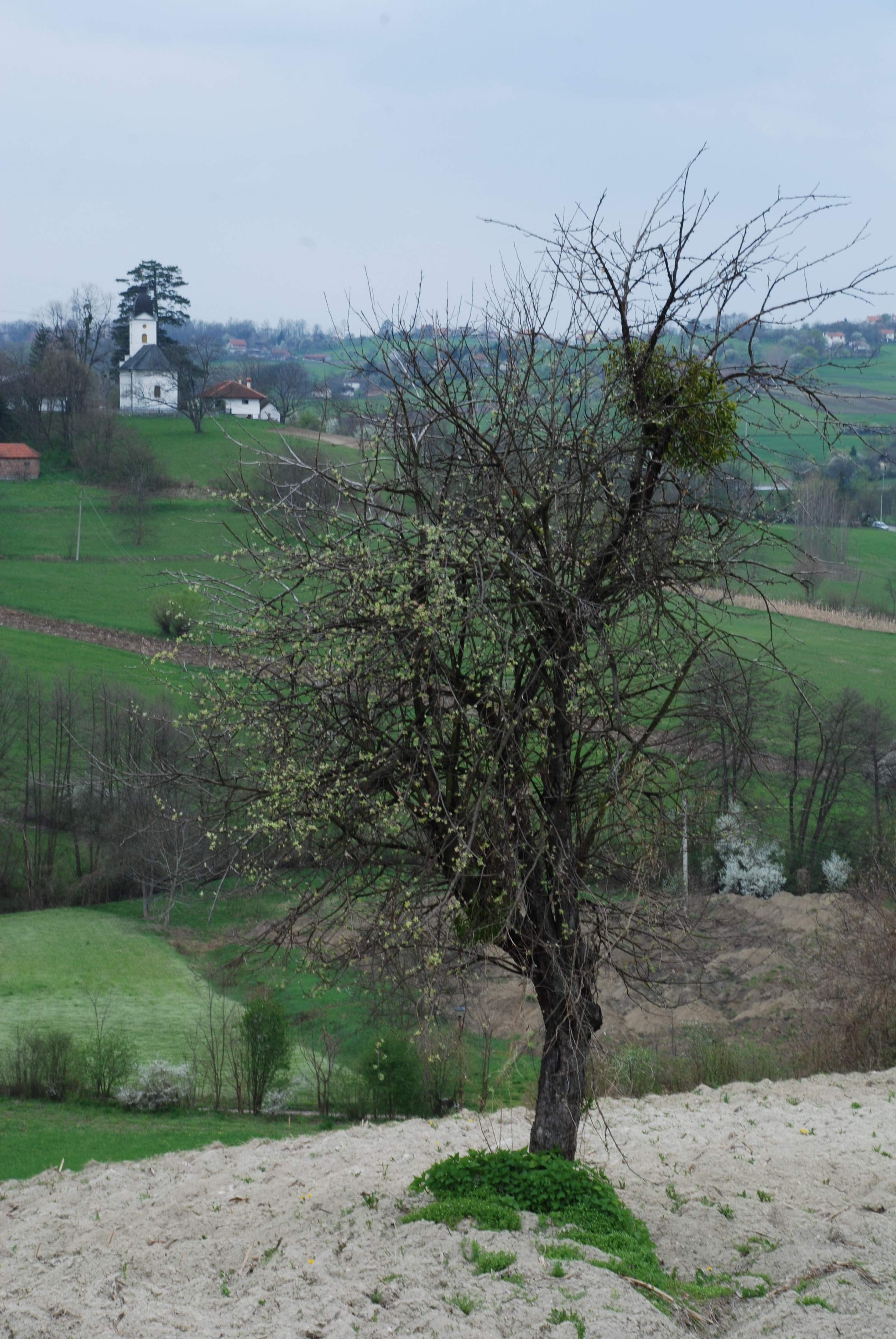
Petnica - panorama
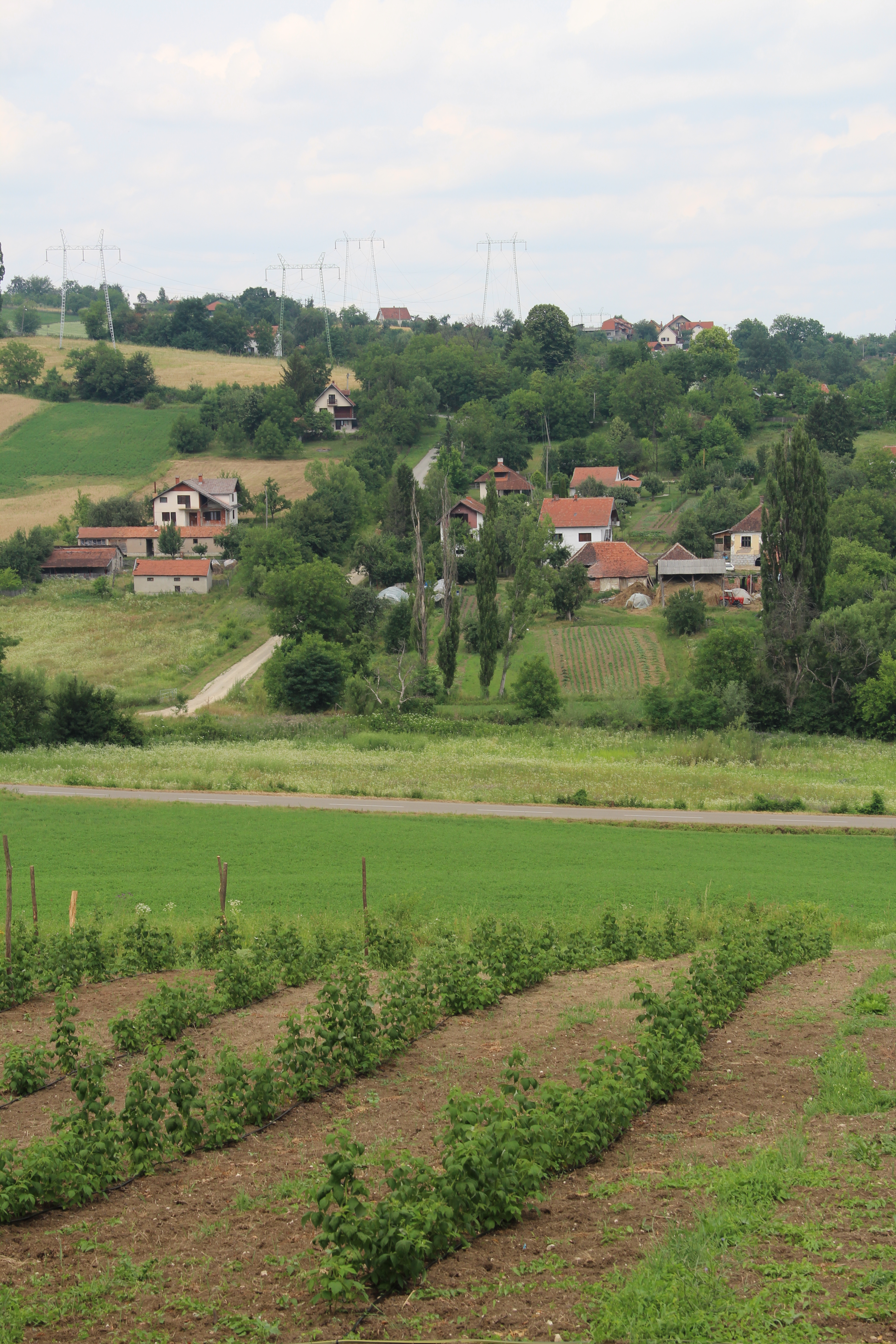
Petnica - panorama
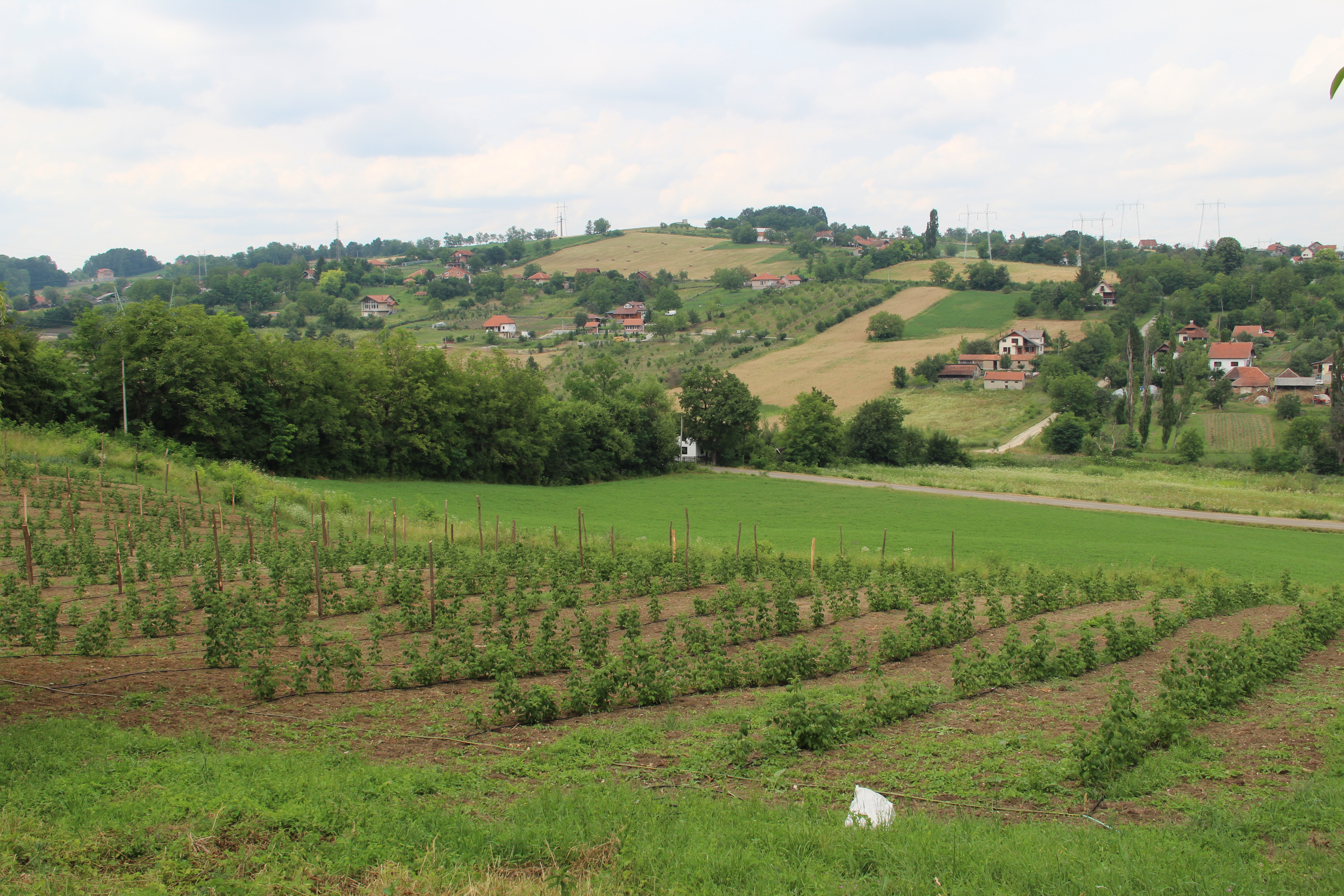
Petnica - panorama
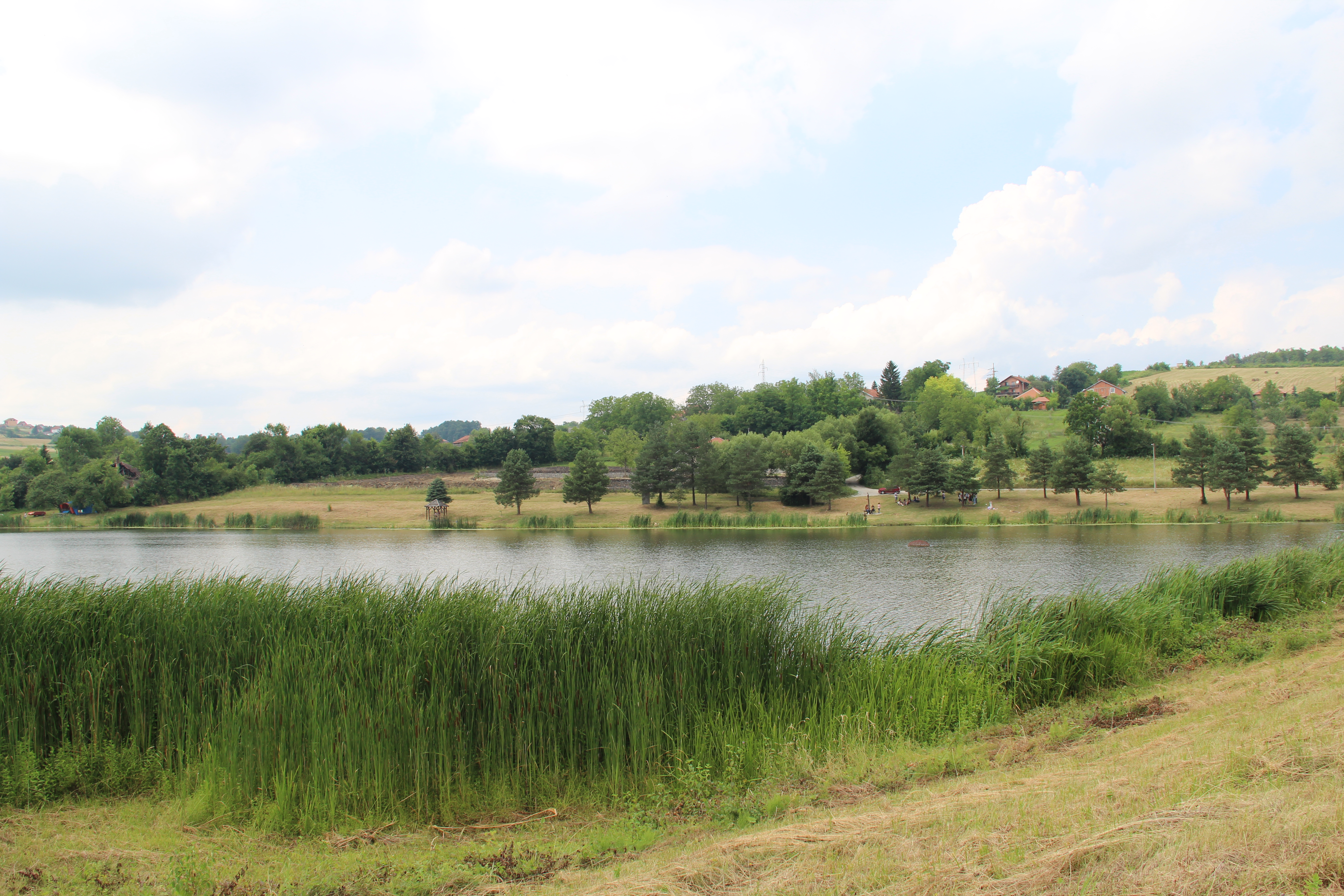
Petnica - panorama
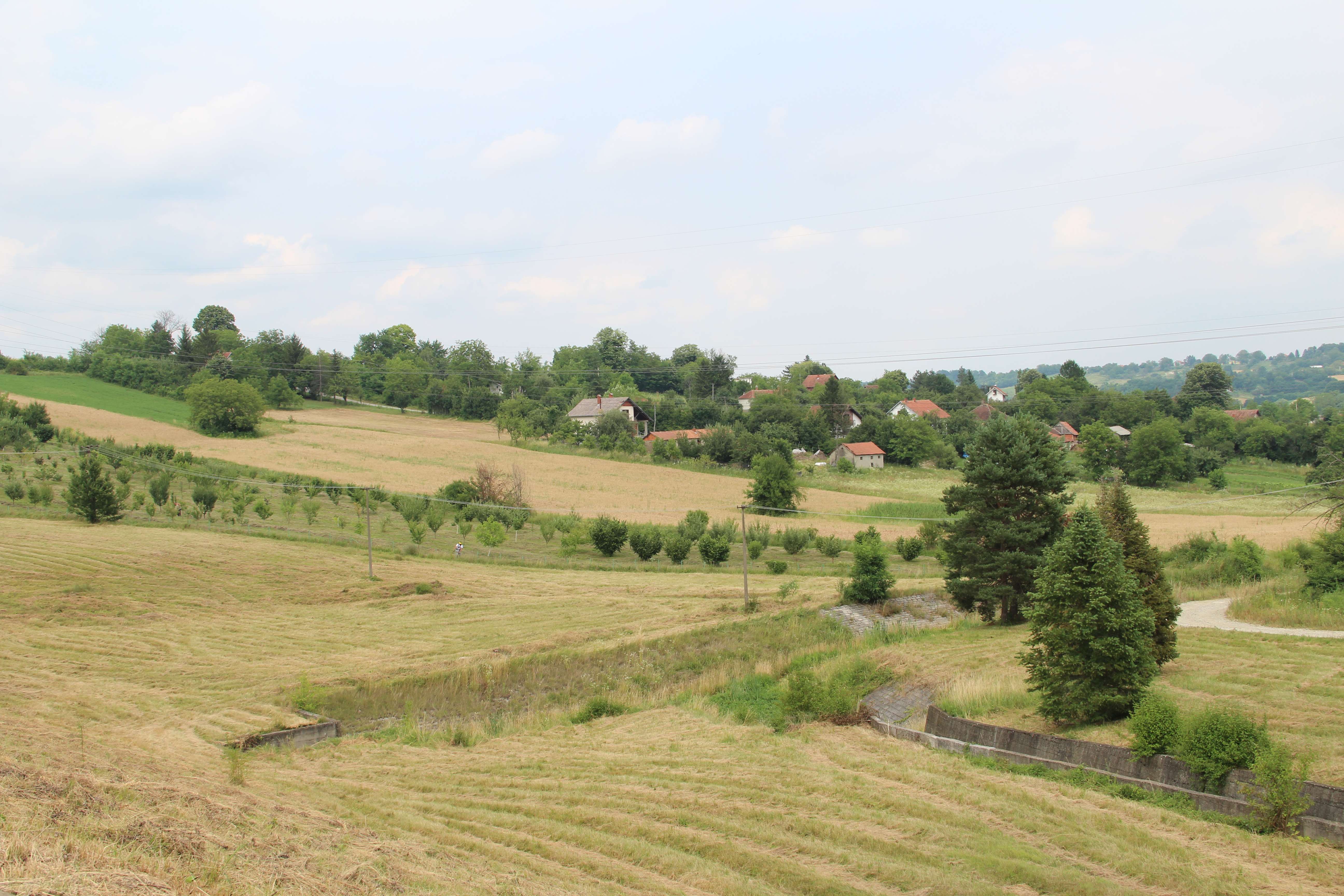
Petnica - panorama
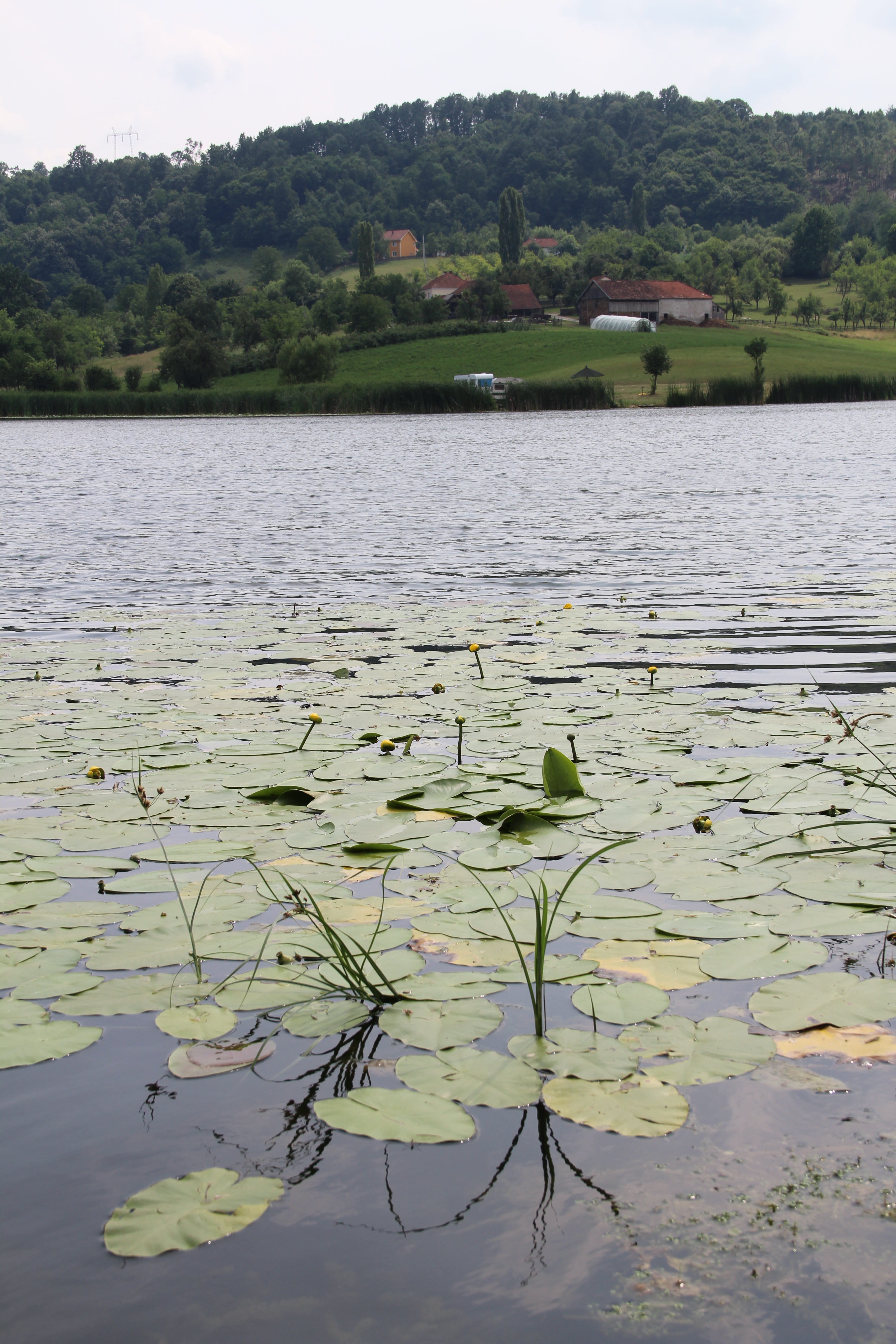
Petnica - panorama

## Demografia
| 1948 | 1953 | 1961 | 1971 | 1981 | 1991 | 2002 | 2011 |
| ---- | ---- | ---- | ---- | ---- | ---- | ---- | ---- |
| 360  | 401  | 408  | 439  | 414  | 483  | 614  | 685  |